# Ijengra
Ijengra (ros. Иенгра) – wieś w Rosji, w Jakucji, w ułusie nieriungrińskim. W 2010 liczyła 1104 mieszkańców, głównie Ewenków.